# Haley Thomas
Haley Marie Thomas (* 18. Februar 1999 in La Grande, Oregon) ist eine US-amerikanische Fußballspielerin.

## Karriere
Nach ihrer Zeit an der Southridge High School in Beaverton wandte sich Thomas ihrem Studium mit Schwerpunkt Bewegungs- und Sportwissenschaft zu. Während ihrer Studienzeit in Ogden an der Weber State University spielte sie für das Sport-Team, die Wildcats, Fußball. In ihrer fünfjährigen Vereinszugehörigkeit bestritt sie vom 18. August 2017 bis zum 14. Februar 2021 58 Meisterschaftsspiele in der Big Sky Conference, in denen ihr zwei Tore als Abwehrspielerin gelangen.
Vom Bundesstaat Utah in den Bundesstaat Massachusetts nach Boston gelangt, den akademischen Grad eines Doktors anstrebend, spielte sie am Boston College für die Eagles, das Sportteam der Bildungseinrichtung. In der Atlantic Coast Conference bestritt sie 18 Meisterschaftsspiele, davon 15 über 90 Minuten.
In Europa setzte sie ihren Fußballsport fort. Dem isländischen Erstligisten ÍBV Vestmannaeyja gehörte sie von Februar 2022 bis zum Spielzeitende 2023 an und kam ab dem 26. April 2022 zum Saisonstart in jeweils 18 Meisterschaftsspielen sowie in den drei Spielen in der Abstiegsrunde ihrer zweiten Spielzeit zum Einsatz.
Zehn Tage vor dem Rückrundenstart der Saison 2023/24 wurde sie vom Bundesligisten MSV Duisburg verpflichtet, mit der Aussicht auf ein weiteres Jahr im Falle des Klassenerhalts. Ihr Debüt gab sie am 28. Januar 2024 (11. Spieltag) bei der 1:2-Niederlage im Heimspiel gegen den Aufsteiger 1. FC Nürnberg über 90 Minuten. Infolge des Abstiegs des MSV und des Rückzugs aus dem Profifußball im Sommer 2024 wurden die Verträge der Spielerinnen aufgelöst.